# Anežka Těšínská
Anežka Těšínská (polsky Agnieszka cieszyńska) (narozena 1338/1340, zemřela 6. únor / 27. duben 1371) – kněžna z těšínské větve Piastovců.

## Život
Anežka byla dcerou těšínského knížete Kazimíra I. a Eufemie Mazovské. Žena olešnického knížete Konráda II. Olešnického. Matka olešnického knížete Konráda III. Starého.
Mezi léty 1352 a 1354 byla provdána za Konráda II. Olešnického. Z důvodu blízké pokrevní příbuznosti museli manželé požádat papeže Inocence VI. o tzv. dispens. Toto získali v roce 1357. Z manželství se narodil jediný syn – Konrád III. Starý, který po smrti otce, v roce 1340, převzal vládu v olešnickém knížectví.
Manžel Anežky vedl v letech 1355–1369 spor s jejím bratrem Přemyslem I. Nošákem o pozůstalost po bytomských Piastovcích.

## Smrt
Anežka zemřela v mladém věku. Byla pochována v kostele Nejsvětější Panny Marie na ostrově Písek (GPS 51.114414, 17.040397) ve Vratislavi. (německy Kirche Unserer lieben Frau auf dem Sande).
Její manžel, přestože měl v době její smrti pouhých třicet let, se již podruhé neoženil.